# DeGoes-Kliff
Das DeGoes-Kliff ist ein steiles und 10 km langes Felsenkliff im ostantarktischen Viktorialand. In der Morozumi Range der Usarp Mountains ragt sein nördliches Ende 10 km südwestlich des Mount Van Veen auf.
Der United States Geological Survey kartierte es anhand eigener Vermessungen und Luftaufnahmen der United States Navy aus den Jahren von 1960 bis 1963. Das Advisory Committee on Antarctic Names benannte das Kliff 1970 nach Louis DeGoes (1914–1997) von der National Academy of Sciences, geschäftsführender Sekretär im Komitee zur Polarforschung des National Research Council.